# Carlos Grisales
Carlos Grisales, född 24 augusti 1966, är en friidrottare från Colombia. Han deltog vid olympiska sommarspelen 1992 och olympiska sommarspelen 1996.